# Liste der Kardinalskreierungen Johannes Pauls II.

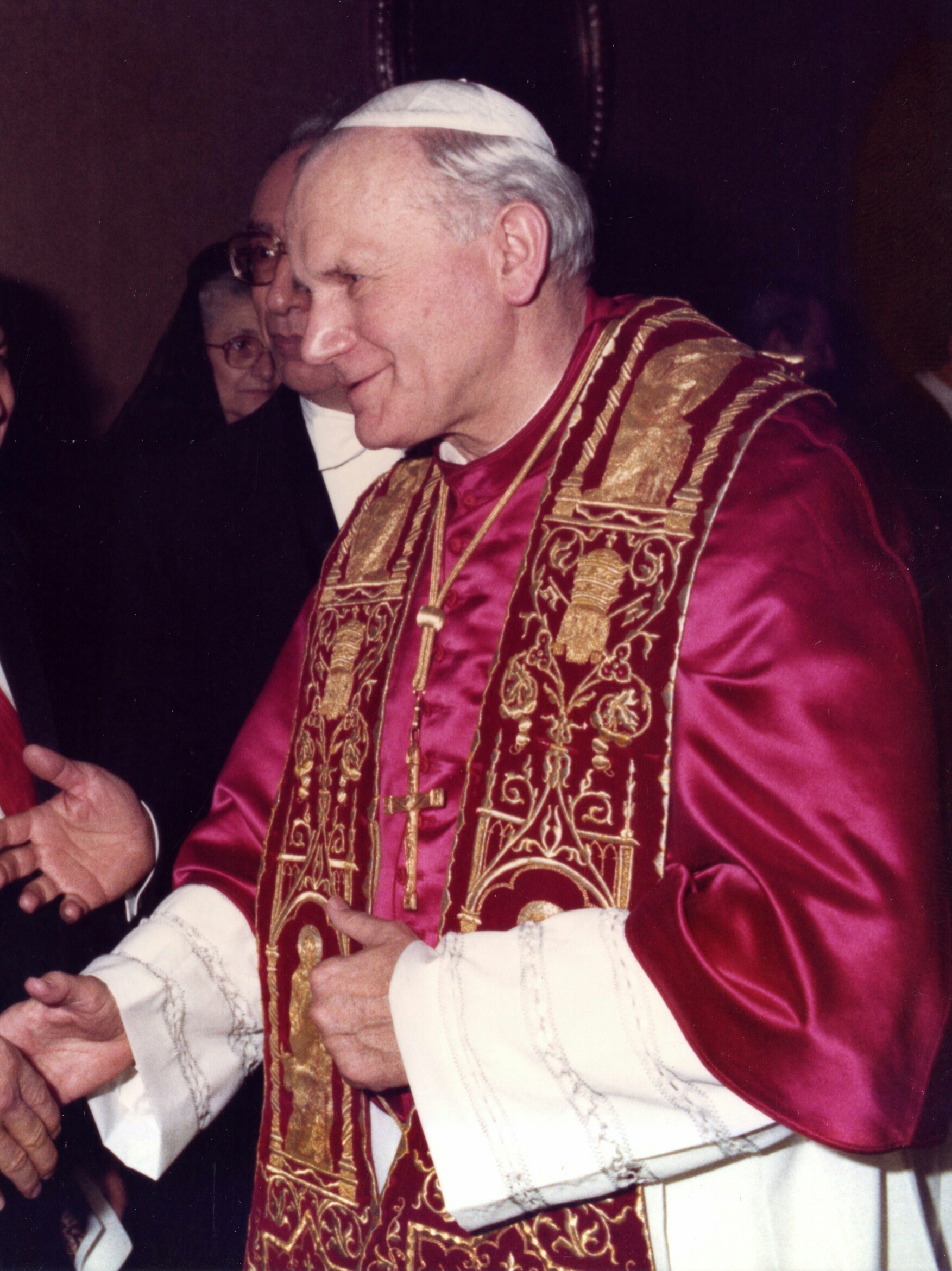
Johannes Paul II.

In seiner über 26 Jahre dauernden Amtszeit (1978–2005) nahm Papst Johannes Paul II. mit 231 Kardinalserhebungen in neun Konsistorien mehr Kardinalskreierungen vor als jeder andere Papst der Kirchengeschichte. Hierbei überschritt er häufig die vorgesehene Höchstzahl von Mitgliedern des Kardinalskollegiums. Auch durchbrach er die von Papst Johannes XXIII. eingeführte Gepflogenheit, dass alle Kardinäle die Bischofsweihe besitzen mussten.
Von den 231 von ihm Berufenen hatten 22 das Höchstalter von 80 Jahren für die Teilnahme an einem Konklave bei ihrer Kardinalserhebung bereits überschritten. Von ihnen waren beim Konklave 2013 noch 121 am Leben. Von den 50, die die Altersgrenze von 80 Jahren noch nicht überschritten hatten, nahmen 48 an diesem Konklave teil.

## 30. Juni 1979

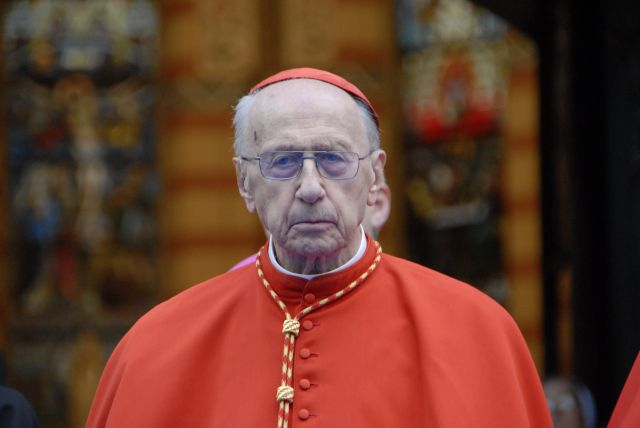
Roger Etchegaray

1. Italien: Agostino Casaroli, Kardinalstaatssekretär
2. Italien: Giuseppe Caprio, Präsident der Güterverwaltung des Apostolischen Stuhls
3. Italien: Marco Cé, Patriarch von Venedig
4. Italien: Egano Righi-Lambertini, Apostolischer Nuntius in Frankreich und Ständiger Beobachter beim Europarat in Straßburg
5. Vietnam: Joseph-Marie Trinh Van-Can, Erzbischof von Hanoi
6. Italien: Ernesto Civardi, Sekretär der Kongregation für die Bischöfe und Sekretär des Konklaves 1978
7. Mexiko: Ernesto Corripio y Ahumada, Erzbischof von Mexiko-Stadt
8. Japan: Joseph Asajirō Satowaki, Erzbischof von Nagasaki
9. Frankreich: Roger Etchegaray, Erzbischof von Marseille
10. Italien: Anastasio Alberto Ballestrero OCD, Erzbischof von Turin
11. Irland: Tomás Séamus Ó Fiaich, Erzbischof von Armagh
12. Kanada: Gerald Emmett Carter, Erzbischof von Toronto
13. Polen: Franciszek Macharski, Erzbischof von Krakau
14. Polen: Władysław Rubin, Präfekt der Kongregation für die orientalischen Kirchen
15. Volksrepublik China: Ignatius Kung Pin-Mei, Bischof von Shanghai (in pectore, veröffentlicht im Konsistorium vom 28.06.1991)

## 2. Februar 1983

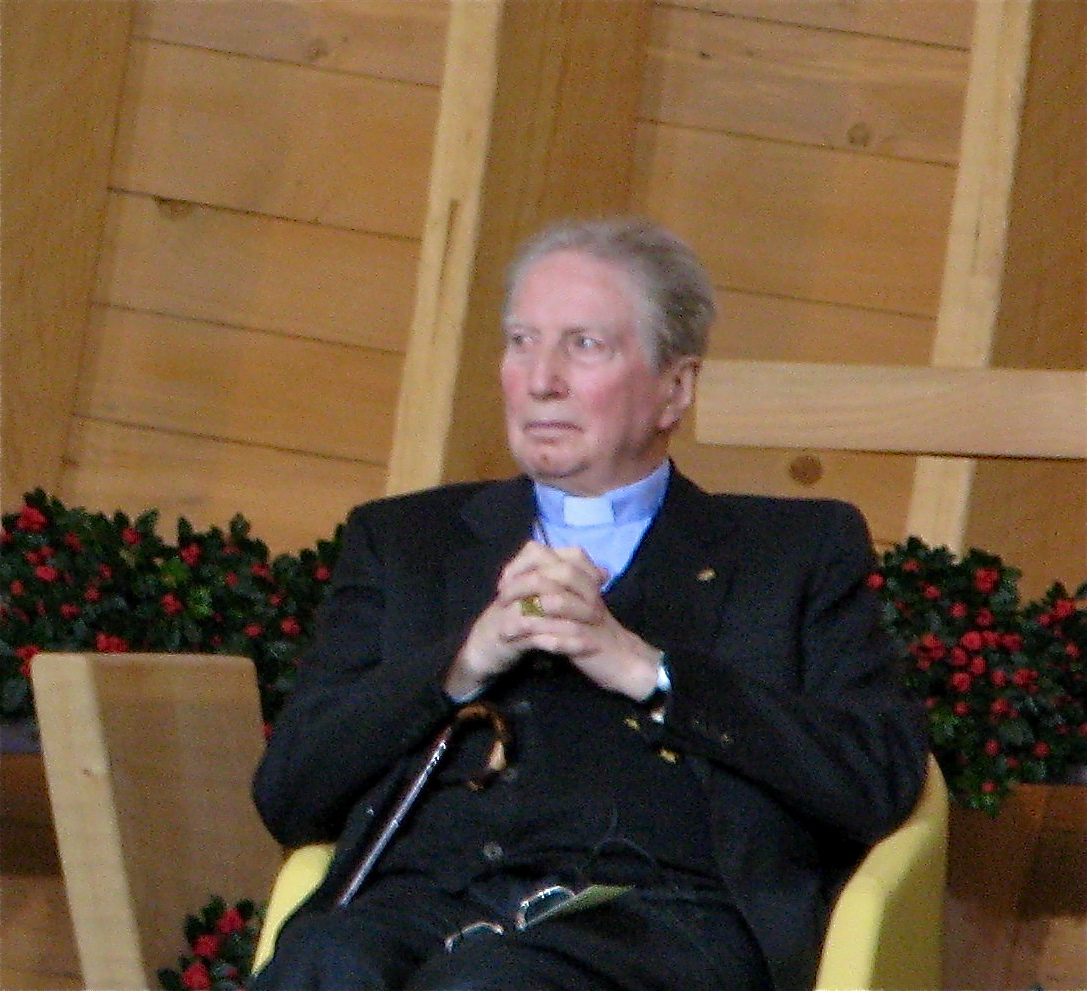
Carlo Maria Martini

1. Libanon: Anton Peter Khoraiche, Maronitischer Patriarch von Antiochien und des ganzen Orients
2. Elfenbeinküste: Bernard Yago, Erzbischof von Abidjan
3. Italien: Aurelio Sabattani, Präfekt der Apostolischen Signatur
4. Jugoslawien: Franjo Kuharić, Erzbischof von Zagreb
5. Italien: Giuseppe Casoria, Präfekt der Kongregation für den Gottesdienst und die Sakramentenordnung
6. Venezuela: José Alí Lebrún Moratinos, Erzbischof von Caracas
7. Vereinigte Staaten: Joseph Bernardin, Erzbischof von Chicago
8. Thailand: Michael Michai Kitbunchu, Erzbischof von Bangkok
9. Angola: Alexandre do Nascimento,  Erzbischof von Lubango
10. Kolumbien: Alfonso López Trujillo, Erzbischof von Medellín
11. Belgien: Godfried Danneels, Erzbischof von Mecheln-Brüssel
12. Neuseeland: Thomas Stafford Williams, Erzbischof von Wellington
13. Italien: Carlo Maria Martini SJ, Erzbischof von Mailand
14. Frankreich: Jean-Marie Lustiger, Erzbischof von Paris
15. Polen: Józef Glemp, Erzbischof von Warschau
16. BR Deutschland: Joachim Meisner, Bischof von Berlin

Bereits über 80:
1. Frankreich: Henri de Lubac SJ
2. Lettische SSR: Julijans Vaivods

## 25. Mai 1985

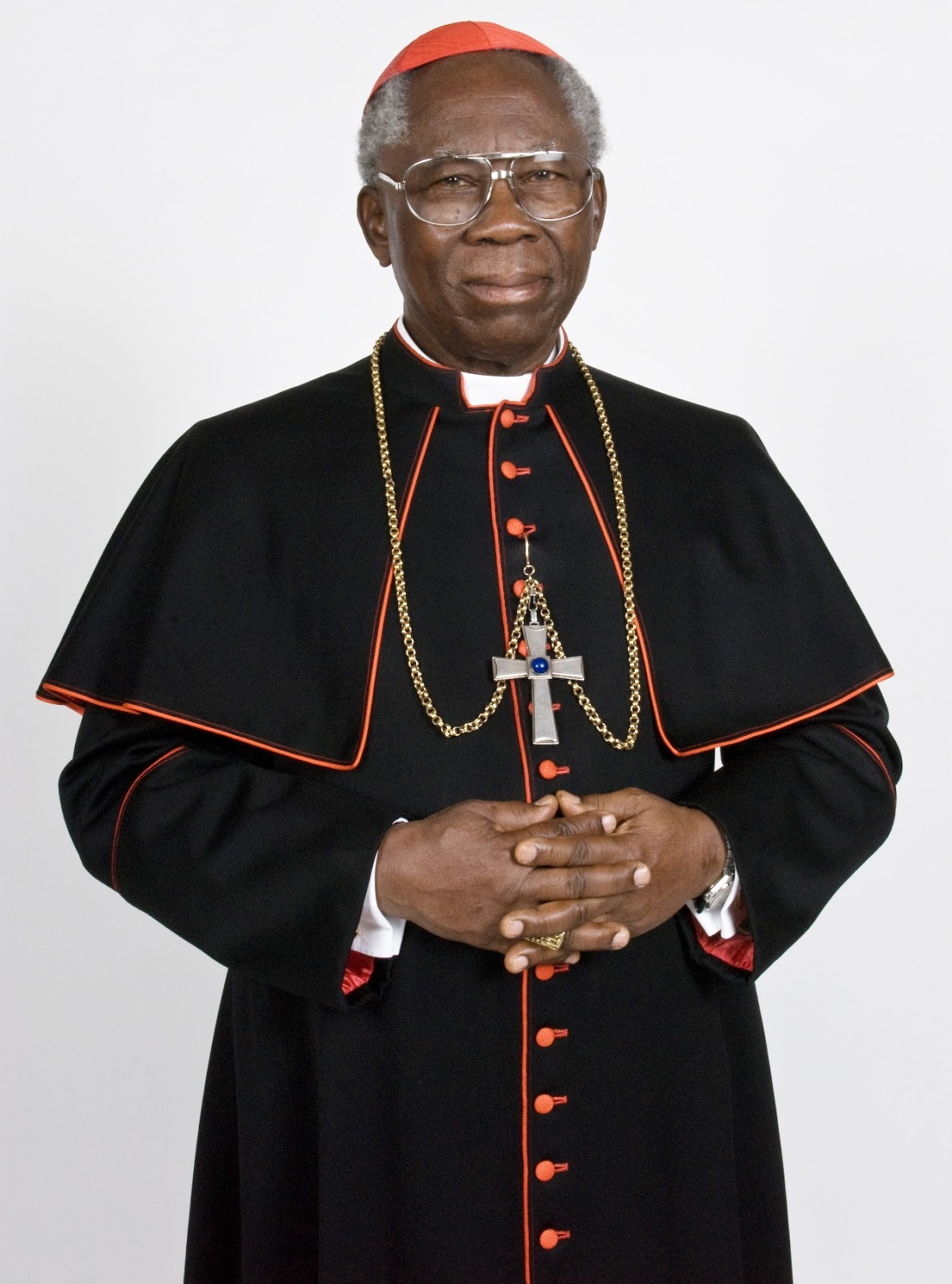
Francis Arinze

1. Italien: Luigi Dadaglio, Kardinalgroßpönitentiar
2. Indien: Duraisamy Simon Lourdusamy, Präfekt der Kongregation für die orientalischen Kirchen
3. Nigeria: Francis Arinze, Präsidenten des Päpstlichen Rates für den Interreligiösen Dialog
4. Chile: Juan Francisco Fresno Larraín, Erzbischof von Santiago de Chile
5. Italien: Antonio Innocenti, Präfekt der Kongregation für den Klerus
6. Nicaragua: Miguel Obando Bravo SDB, Erzbischof von Managua
7. BR Deutschland: Paul Augustin Mayer OSB, Präfekt der Kongregation für den Gottesdienst und die Sakramentenordnung
8. Spanien: Ángel Suquía Goicoechea, Erzbischof von Madrid
9. Belgien: Jean Jérôme Hamer OP, Präfekt der Kongregation für die Ordensgemeinschaften
10. Philippinen: Ricardo J. Vidal, Erzbischof von Cebu
11. Polen: Henryk Roman Gulbinowicz, Erzbischof von Breslau
12. Äthiopien: Paul Tzadua, Erzbischof von Addis Abeba
13. Tschechoslowakei: Jozef Tomko, Präfekt der Kongregation für die Evangelisierung der Völker
14. Ukrainische SSR: Myroslaw Ljubatschiwskyj, Erzbischof von Lemberg der ukrainischen griechisch-katholischen Kirche
15. Polen: Andrzej Maria Deskur, emeritierter Präsident der Päpstlichen Kommission für die sozialen Kommunikationsmittel
16. Frankreich: Paul Poupard, Präsident des Sekretariats für die Nichtgläubigen
17. Kanada: Louis-Albert Vachon, Erzbischof von Québec
18. Frankreich: Albert Decourtray, Erzbischof von Lyon
19. Venezuela: Rosalio José Castillo Lara SDB, Präsident des Päpstlichen Rates für die Interpretation von Gesetzestexten
20. BR Deutschland: Friedrich Wetter, Erzbischof von München und Freising
21. Italien: Silvano Piovanelli, Erzbischof von Florenz
22. Niederlande: Adrianus Johannes Simonis, römisch-katholischer Erzbischof von Utrecht
23. Kanada: Édouard Gagnon PSS, Präsident des Päpstlichen Rates für die Familie
24. Österreich: Alfons Maria Stickler SDB, Archivar und Bibliothekar der Heiligen Römischen Kirche
25. Vereinigte Staaten: Bernard Francis Law, Erzbischof von Boston
26. Vereinigte Staaten: John Joseph O’Connor, Erzbischof von New York
27. Italien: Giacomo Biffi, Erzbischof von Bologna

Bereits über 80:
1. Italien: Pietro Pavan

## 28. Juni 1988

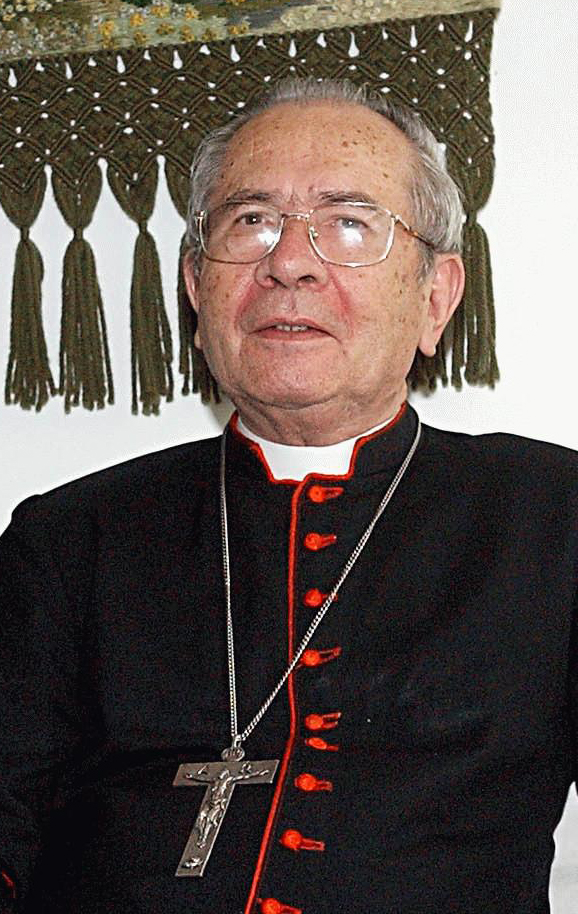
José Freire Falcão

1. Spanien: Eduardo Martínez Somalo, Präfekt der Kongregation für den Gottesdienst und die Sakramentenordnung
2. Italien: Achille Silvestrini, Präfekt der Apostolischen Signatur
3. Italien: Angelo Felici, Präfekt der Kongregation für die Selig- und Heiligsprechungsprozesse
4. Kanada: Paul Grégoire, Erzbischof von Montréal
5. Indien: Antony Padiyara, Großerzbischof von Ernakulam-Angamaly
6. Brasilien: José Freire Falcão, Erzbischof von Brasília
7. Italien: Michele Giordano, Erzbischof von Neapel
8. Mosambik: Alexandre José Maria dos Santos OFM, Erzbischof von Maputo
9. Italien: Giovanni Canestri, Erzbischof von Genua-Bobbio
10. Spanien: Antonio María Javierre Ortas SDB, Archivar und Bibliothekar der Heiligen Römischen Kirche
11. Indien: Simon Ignatius Pimenta, Erzbischof von Bombay
12. Kolumbien: Mario Revollo Bravo, Erzbischof von Bogotá
13. Australien: Edward Bede Clancy, Erzbischof von Sydney
14. Brasilien: Lucas Moreira Neves OP, Erzbischof von São Salvador da Bahia
15. Vereinigte Staaten: James Aloysius Hickey, Erzbischof von Washington
16. Vereinigte Staaten: Edmund Casimir Szoka, Erzbischof von Detroit
17. Ungarn: László Paskai OFM, Erzbischof von Esztergom-Budapest
18. Kamerun: Christian Wiyghan Tumi, Erzbischof von Garoua
19. Österreich: Hans Hermann Groër OSB, Erzbischof von Wien
20. Frankreich: Jacques-Paul Martin, emeritierter Präfekt der Präfektur des Päpstlichen Hauses
21. BR Deutschland: Franz Hengsbach, Bischof von Essen
22. Litauische SSR: Vincentas Sladkevičius MIC, Erzbischof von Kaunas
23. Mauritius: Jean Margéot, Bischof von Port Louis
24. Volksrepublik China: John Baptist Wu Cheng-chung, Bischof von Hongkong

(Hans Urs von Balthasar war vom Papst als Kardinal vorgesehen, starb aber vor dem Konsistorium)

## 28. Juni 1991

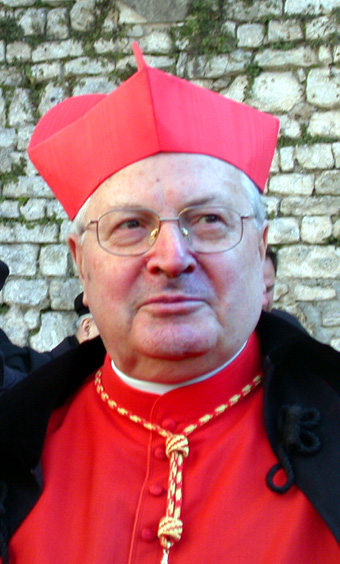
Angelo Sodano

1. Italien: Angelo Sodano, Kardinalstaatssekretär
2. Rumänien: Alexandru Todea, Großerzbischof von Făgăraș und Alba Iulia
3. Italien: Pio Laghi, Präfekt der Kongregation für das Katholische Bildungswesen
4. Australien: Edward Idris Cassidy, Präsident des Päpstlichen Rates für die Einheit der Christen
5. Frankreich: Robert Coffy, Erzbischof von Marseille
6. Zaire: Frédéric Etsou-Nzabi-Bamungwabi, Erzbischof von Kinshasa
7. Dominikanische Republik: Nicolás de Jesús López Rodríguez, Erzbischof von Santo Domingo
8. Philippinen: José Sánchez, Präfekt der Kongregation für den Klerus
9. Italien: Virgilio Noè, Erzpriester der Vatikanischen Basilika St. Peter
10. Argentinien: Antonio Quarracino, Erzbischof von Buenos Aires
11. Italien: Fiorenzo Angelini, Präsident des Päpstlichen Rates für die Pastoral im Krankendienst
12. Vereinigte Staaten: Roger Michael Mahony, Erzbischof von Los Angeles
13. Mexiko: Juan Jesús Posadas Ocampo, Erzbischof von Guadalajara
14. Vereinigte Staaten: Anthony Joseph Bevilacqua, Erzbischof von Philadelphia
15. Italien: Giovanni Saldarini, Erzbischof von Turin
16. Irland: Cahal Daly, Erzbischof von Armagh
17. Italien: Camillo Ruini, Kardinalvikar der Diözese Rom und Erzpriester der Lateranbasilika
18. Tschechoslowakei: Ján Chryzostom Korec SJ, Bischof von Nitra
19. Schweiz: Henri Schwery, Bischof von Sitten
20. Deutschland: Georg Sterzinsky, Bischof von Berlin

Bereits über 80:
1. Italien: Guido del Mestri, emeritierter Apostolischer Nuntius
2. Italien: Paolo Dezza SJ, früherer Delegat des Jesuitenordens

## 26. November 1994

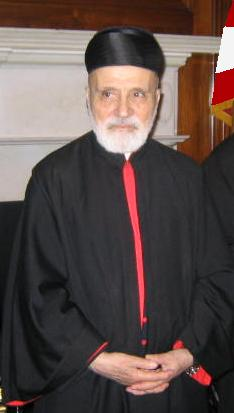
Nasrallah Boutros Sfeir

1. Libanon: Nasrallah Boutros Sfeir, Maronitischer Patriarch von Antiochien und des ganzen Orients
2. Tschechien: Miloslav Vlk, Erzbischof von Prag
3. Italien: Luigi Poggi, Archivar und Bibliothekar der Heiligen Römischen Kirche
4. Japan: Peter Seiichi Shirayanagi, Erzbischof von Tokio
5. Italien: Vincenzo Fagiolo, Präsident des Päpstlichen Rates für die Auslegung juristischer Texte
6. Italien: Carlo Furno, Apostolischer Nuntius in Italien
7. Chile: Carlos Oviedo Cavada, Erzbischof von Santiago de Chile
8. Vereinigtes Königreich: Thomas Joseph Winning, Erzbischof von Glasgow
9. Mexiko: Adolfo Antonio Suárez Rivera, Erzbischof von Monterrey
10. Kuba: Jaime Ortega, Erzbischof von Havanna
11. Indonesien: Julius Riyadi Darmaatmadja SJ, Erzbischof von Semarang
12. Belgien: Jan Schotte CICM, Präsident des Arbeitsamts des Apostolischen Stuhls
13. Frankreich: Pierre Eyt, Erzbischof von Bordeaux
14. Schweiz: Gilberto Agustoni, Präfekt der Apostolischen Signatur
15. Uganda: Emmanuel Wamala, Erzbischof von Kampala
16. Vereinigte Staaten: William Henry Keeler, Erzbischof von Baltimore
17. Peru: Augusto Vargas Alzamora SJ, Erzbischof von Lima
18. Kanada: Jean-Claude Turcotte, Erzbischof von Montréal
19. Spanien: Ricardo María Carles Gordó, Erzbischof von Barcelona
20. Vereinigte Staaten. Adam Joseph Maida, Erzbischof von Detroit
21. Bosnien und Herzegowina: Vinko Puljić, Erzbischof von Vrhbosna (Sarajevo)
22. Madagaskar: Armand Gaétan Razafindratandra, Erzbischof von Antananarivo
23. Vietnam: Paul Joseph Phạm Đình Tụng, Erzbischof von Hanoi
24. Mexiko: Juan Sandoval Íñiguez, Erzbischof von Guadalajara

Bereits über 80:
1. Ecuador: Bernardino Echeverría Ruiz OFM, emeritierter Erzbischof von Guayaquil
2. Italien: Ersilio Tonini, emeritierter Erzbischof von Ravenna-Cervia
3. Belarus: Kazimierz Świątek, Erzbischof von Minsk-Mahiljou
4. Frankreich: Yves-Marie-Joseph Congar OP
5. Albanien: Mikel Koliqi
6. Deutschland: Alois Grillmeier SJ

## 21. Februar 1998

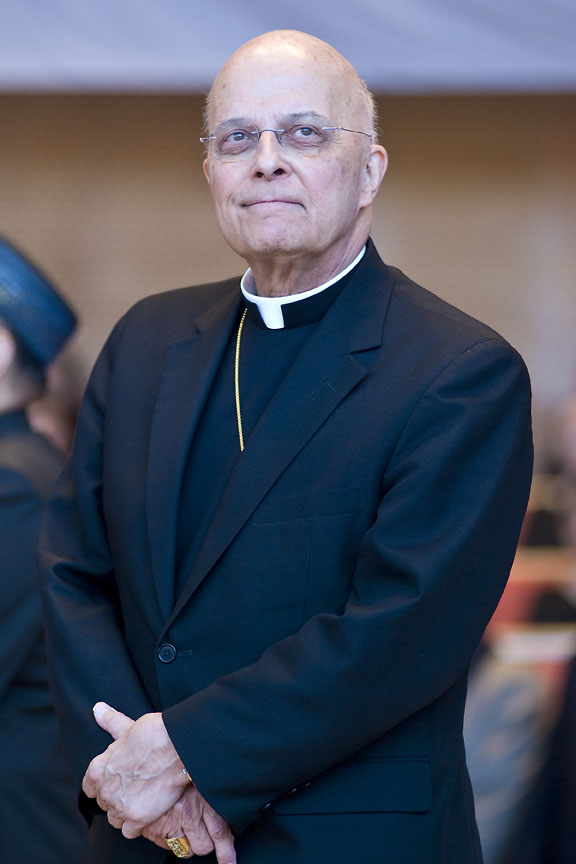
Francis George

1. Chile: Jorge Arturo Medina Estévez, Präfekt der Kongregation für den Gottesdienst und die Sakramentenordnung
2. Italien: Alberto Bovone, Präfekt der Kongregation für die Selig- und Heiligsprechungsprozesse
3. Kolumbien: Darío Castrillón Hoyos, Präfekt der Kongregation für den Klerus
4. Italien: Lorenzo Antonetti, Präsident der Güterverwaltung des Apostolischen Stuhls
5. Vereinigte Staaten: James Francis Stafford, Präsidenten des Päpstlichen Rates für die Laien
6. Italien: Salvatore De Giorgi, Erzbischof von Palermo
7. Brasilien: Serafím Fernandes de Araújo, Erzbischof von Belo Horizonte
8. Spanien: Antonio María Rouco Varela, Erzbischof von Madrid
9. Kanada: Aloysius Ambrozic, Erzbischof von Toronto
10. Frankreich: Jean Balland, Erzbischof von Lyon
11. Italien: Dionigi Tettamanzi, Erzbischof von Genua
12. Tansania: Polycarp Pengo, Erzbischof von Daressalam
13. Österreich: Christoph Schönborn OP, Erzbischof von Wien
14. Mexiko: Norberto Rivera Carrera, Erzbischof von Mexiko-Stadt
15. Vereinigte Staaten: Francis George OMI, Erzbischof von Chicago
16. Volksrepublik China: Paul Shan Kuo-hsi SJ, Bischof von Bistums Kaohsiung
17. Italien: Giovanni Cheli, Präsident des Päpstlichen Rates der Seelsorge für Migration und Menschen unterwegs
18. Italien: Francesco Colasuonno, Apostolischer Nuntius in Italien und San Marino
19. Italien: Dino Monduzzi, Präfekt des Päpstlichen Hauses
20. Ukraine: Marian Jaworski, römisch-katholischer Erzbischof von Lemberg (in pectore, veröffentlicht im Konsistorium vom 21. Februar 2001)
21. Lettland: Jānis Pujats, Erzbischof von Riga (in pectore, veröffentlicht im Konsistorium vom 21. Februar 2001)

Bereits über 80:
1. Polen: Adam Kozłowiecki SJ

(Die Kreierung von Erzbischof Josip Uhač war vom Papst vorgesehen, dieser starb aber vor dem Konsistorium)

## 21. Februar 2001

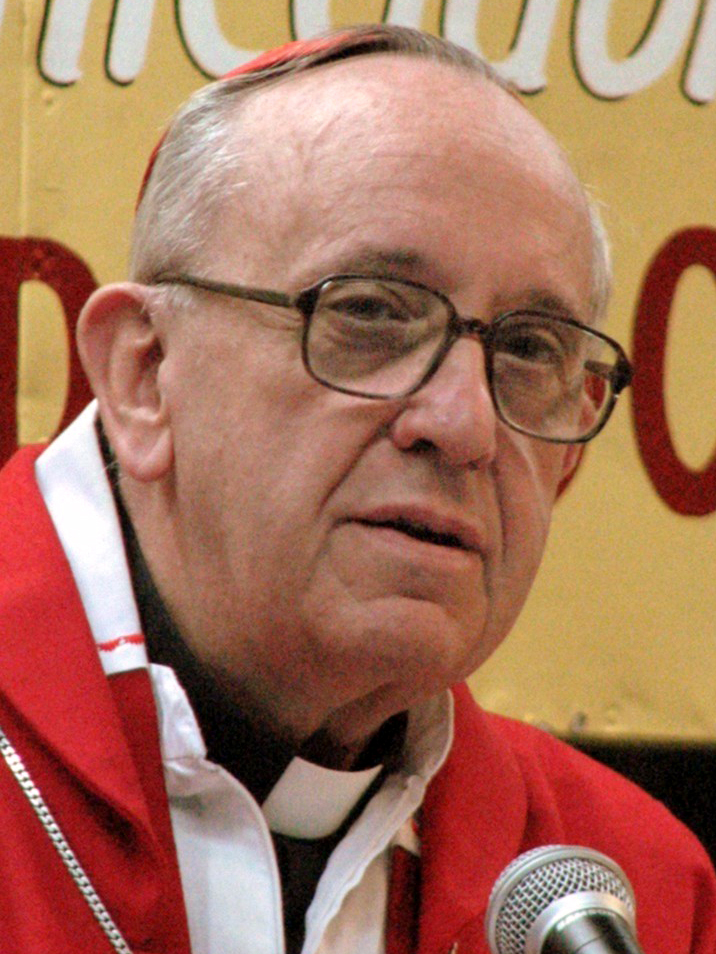
Jorge Mario Bergoglio, der spätere Papst Franziskus

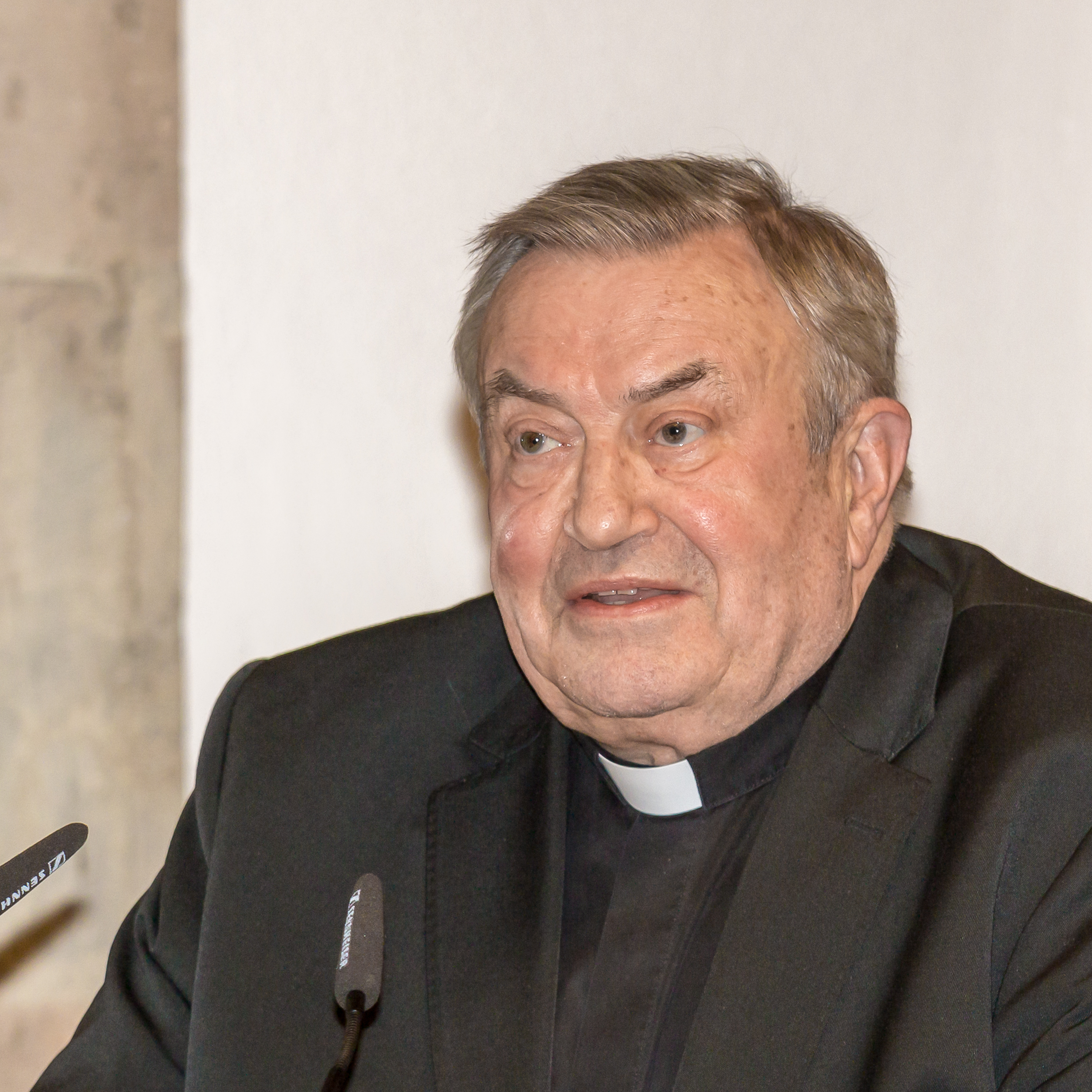
Karl Lehmann

1. Italien: Giovanni Battista Re, Präfekt der Kongregation für die Bischöfe
2. Vietnam: François Xavier Nguyên Van Thuân, Präsident des Päpstlichen Rates für Gerechtigkeit und Frieden
3. Italien: Agostino Cacciavillan, Präsident der Güterverwaltung des Apostolischen Stuhls
4. Italien: Sergio Sebastiani, Präsident der Präfektur für die ökonomischen Angelegenheiten des Heiligen Stuhls
5. Polen: Zenon Grocholewski, Präfekt der Kongregation für das Katholische Bildungswesen
6. Portugal: José Saraiva Martins CMF, Präfekt der Kongregation für die Selig- und Heiligsprechungsprozesse
7. Italien: Crescenzio Sepe, Generalsekretär des Komitees für das Große Jubiläum, Sekretär der Kongregation für den Klerus
8. Argentinien: Jorge María Mejía, Archivar und Bibliothekar der Heiligen Römischen Kirche
9. Syrien: Ignatius Moussa I. Daoud, Präfekt der Kongregation für die orientalischen Kirchen
10. Italien: Mario Francesco Pompedda, Präfekt der Apostolischen Signatur
11. Deutschland: Walter Kasper, Präsident des Päpstlichen Rates für die Förderung der Einheit der Christen
12. Deutschland: Johannes Joachim Degenhardt, Erzbischof von Paderborn
13. Ecuador: Antonio González Zumárraga, Erzbischof von Quito
14. Indien: Ivan Dias, Erzbischof von Bombay
15. Brasilien: Geraldo Majella Agnelo, Erzbischof von São Salvador da Bahia
16. Kolumbien: Pedro Rubiano Sáenz, Erzbischof von Bogotá
17. Vereinigte Staaten: Theodore McCarrick, Erzbischof von Washington, D.C.
18. Irland: Desmond Connell, Erzbischof von Dublin
19. Litauen: Audrys Juozas Bačkis, Erzbischof von Vilnius
20. Chile: Francisco Javier Errázuriz Ossa, Erzbischof von Santiago de Chile
21. Bolivien: Julio Terrazas Sandoval CSSR, Erzbischof von Santa Cruz de la Sierra
22. Südafrika: Wilfrid Fox Napier OFM, Erzbischof von Durban
23. Honduras: Óscar Rodríguez Maradiaga SDB, Erzbischof von Tegucigalpa
24. Elfenbeinküste: Bernard Agré, Erzbischof von Abidjan
25. Frankreich: Louis-Marie Billé, Erzbischof von Lyon
26. Venezuela: Antonio Ignacio Velasco García SDB, Erzbischof von Caracas
27. Peru: Juan Luis Cipriani Thorne, Erzbischof von Lima
28. Spanien: Francisco Álvarez Martínez, Toledo
29. Brasilien: Cláudio Hummes OFM, Erzbischof von São Paulo
30. Indien: Varkey Vithayathil CSSR, Großerzbischof von Ernakulam-Angamaly der Syro-Malabaren
31. Argentinien: Jorge Mario Bergoglio SJ, (später Papst Franziskus), Erzbischof von Buenos Aires
32. Portugal: José da Cruz Policarpo, Patriarch von Lissabon
33. Italien: Severino Poletto, Erzbischof von Turin
34. Vereinigtes Königreich: Cormac Murphy-O’Connor, Erzbischof von Westminster
35. Vereinigte Staaten: Edward Michael Egan, Erzbischof von New York
36. Ukraine: Ljubomyr Husar MSU, Großerzbischof von Lviv der Ukrainer
37. Deutschland: Karl Lehmann, Bischof von Mainz
38. Italien: Roberto Tucci SJ, ehemaliger Geschäftsführer von Radio Vatikan

Bereits über 80:
1. Ägypten: Stephanos II. Ghattas CM, Patriarch von Alexandrien der Kopten
2. Frankreich: Jean Honoré, emeritierter Erzbischof von Tours
3. Deutschland: Leo Scheffczyk, emeritierter Dogmatikprofessor an der Ludwig-Maximilians-Universität München
4. Vereinigte Staaten: Avery Dulles SJ, Professor an der Fordham University New York

## 21. Oktober 2003

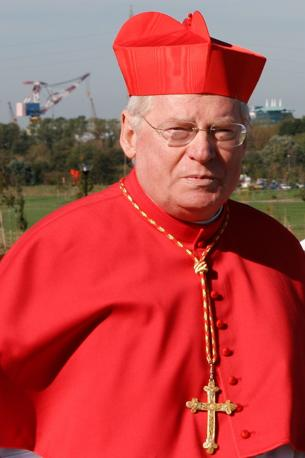
Angelo Scola

1. Frankreich: Jean-Louis Tauran, Archivar und Bibliothekar der Heiligen Römischen Kirche
2. Italien: Renato Raffaele Martino,  Präsident des Päpstlichen Rates für Gerechtigkeit und Frieden
3. Italien: Francesco Marchisano, Erzpriester der Vatikanischen Basilika
4. Spanien: Julián Herranz Casado, Präsident des Päpstlichen Rates für die Interpretation von Gesetzestexten
5. Mexiko: Javier Lozano Barragán, Präsident des Päpstlichen Rates für die Pastoral im Krankendienst
6. Japan: Stephen Fumio Hamao, Präsident des Päpstlichen Rates der Seelsorge für die Migranten und Menschen unterwegs
7. Italien: Attilio Nicora, Präfekt der Güterverwaltung des Apostolischen Stuhls
8. Italien: Angelo Scola, Patriarch von Venedig
9. Nigeria: Anthony Olubunmi Okogie, Erzbischof von Lagos
10. Frankreich: Bernard Panafieu, Erzbischof von Marseille
11. Sudan: Gabriel Zubeir Wako, Erzbischof von Khartum
12. Spanien: Carlos Amigo Vallejo OFM, Erzbischof von Sevilla
13. Vereinigte Staaten: Justin Francis Rigali, Erzbischof von Philadelphia
14. Vereinigtes Königreich: Keith Patrick O’Brien, Erzbischof von Saint Andrews und Edinburgh
15. Brasilien: Eusébio Scheid SCJ, Erzbischof von Rio de Janeiro
16. Italien: Ennio Antonelli, Erzbischof von Florenz
17. Italien: Tarcisio Bertone SDB, Erzbischof von Genua
18. Ghana: Peter Turkson, Erzbischof von Cape Coast
19. Indien: Telesphore Placidus Toppo, Erzbischof von Ranchi
20. Australien: George Pell, Erzbischof von Sydney
21. Kroatien: Josip Bozanić, Erzbischof von Zagreb
22. Vietnam: Jean-Baptiste Phạm Minh Mẫn, Erzbischof von Thành Phố Hô` Chí Minh
23. Guatemala: Rodolfo Quezada Toruño, Erzbischof von Guatemala-Stadt
24. Frankreich: Philippe Barbarin, Erzbischof von Lyon
25. Ungarn: Péter Erdő, Erzbischof von Esztergom-Budapest
26. Kanada: Marc Ouellet PSS, Erzbischof von Québec

Bereits über 80:
1. Tschechien: Tomáš Špidlík SJ
2. Polen: Stanisław Nagy SCJ
3. Schweiz: Georges Cottier OP
4. Belgien: Gustaaf Joos

in pectore wurde nicht veröffentlicht